# 에버 매직듀오
매직듀오(KT:EV-F110)은 KT테크에서 2009년 11월 15일에 출시한 휴대 전화이다.

## 기능
이 기기는 KT에서 제공하는 쿡 인터넷전화 기능을 지원한다.

## 참조
1. 1 2  “인터넷전화와 휴대폰이 하나로”. 아시아경제. 2009년 11월 15일. 2012년 8월 15일에 확인함.